# Euchaetes pollinia
Euchaetes pollinia är en fjärilsart som beskrevs av Jean Baptiste Boisduval 1870. Euchaetes pollinia ingår i släktet Euchaetes och familjen björnspinnare. Inga underarter finns listade i Catalogue of Life.